# Alcóntar
Alcóntar est une commune de la province d'Almería, Andalousie, en Espagne.

## Géographie

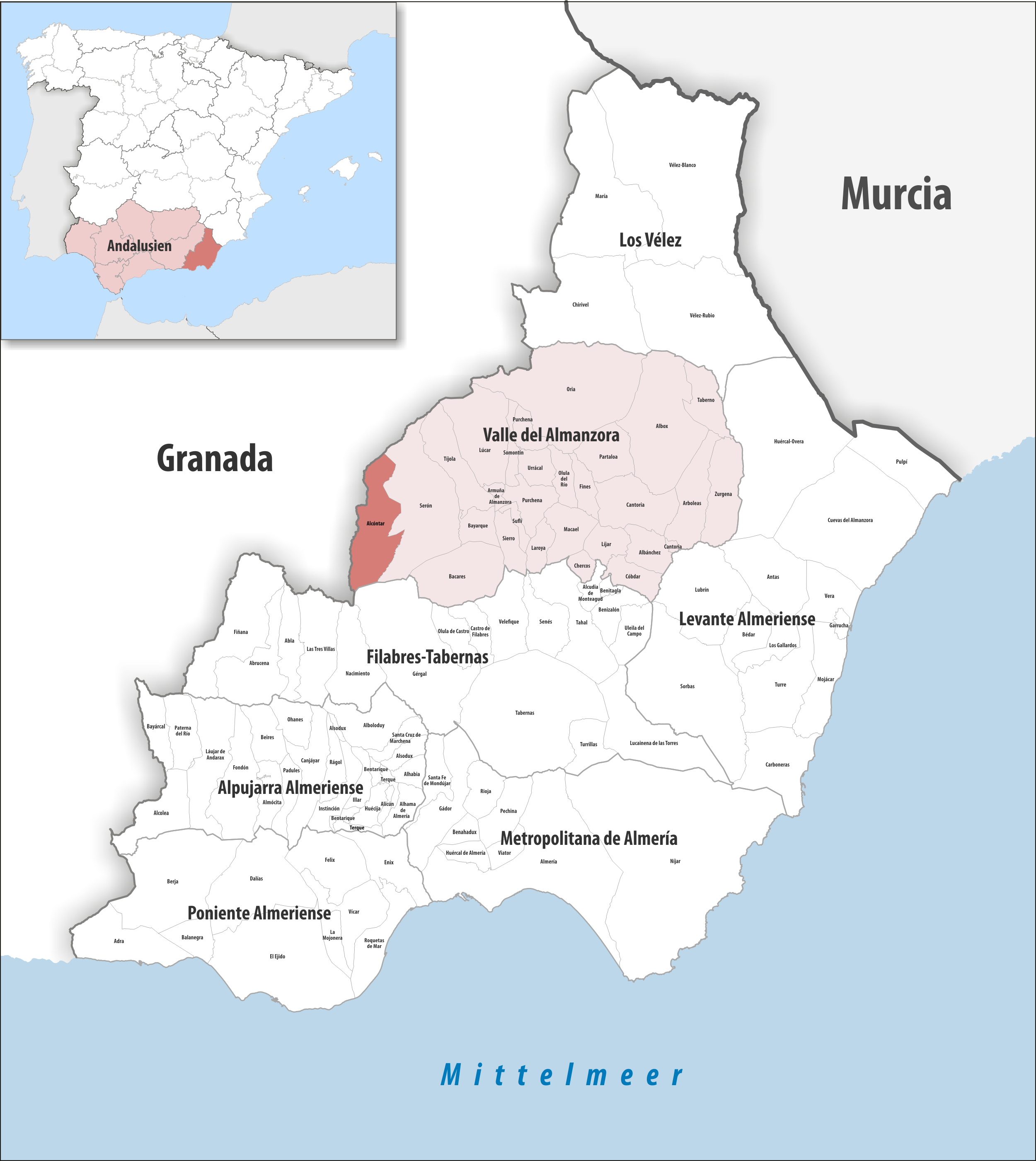
Alcóntar dans la comarque Valle del Almanzora, province d'Almería / en Andalousie

### Localisation
La commune d'Alcóntar se trouve dans le sud-est de l'Espagne, vers l'ouest de la province d'Almería et à l'extrémité ouest de la comarque Valle del Almanzora.
Le sud de la commune est dans la sierra des Filabres, qui prolonge vers l'est et sur la province d'Almería la sierra de Baza sur la province de Grenade. Elle jouxte à l'ouest la commune de Baza, qui est entièrement dans le parc naturel de la sierra de Baza. 
Albox (le chef-lieu de comarque) est à 51 km est ;
Almería à 100 km sud-sud-est ;
Madrid à 513 km nord-nord-ouest ;
Gibraltar à 387 km sud-ouest (distances par route).

### Généralités

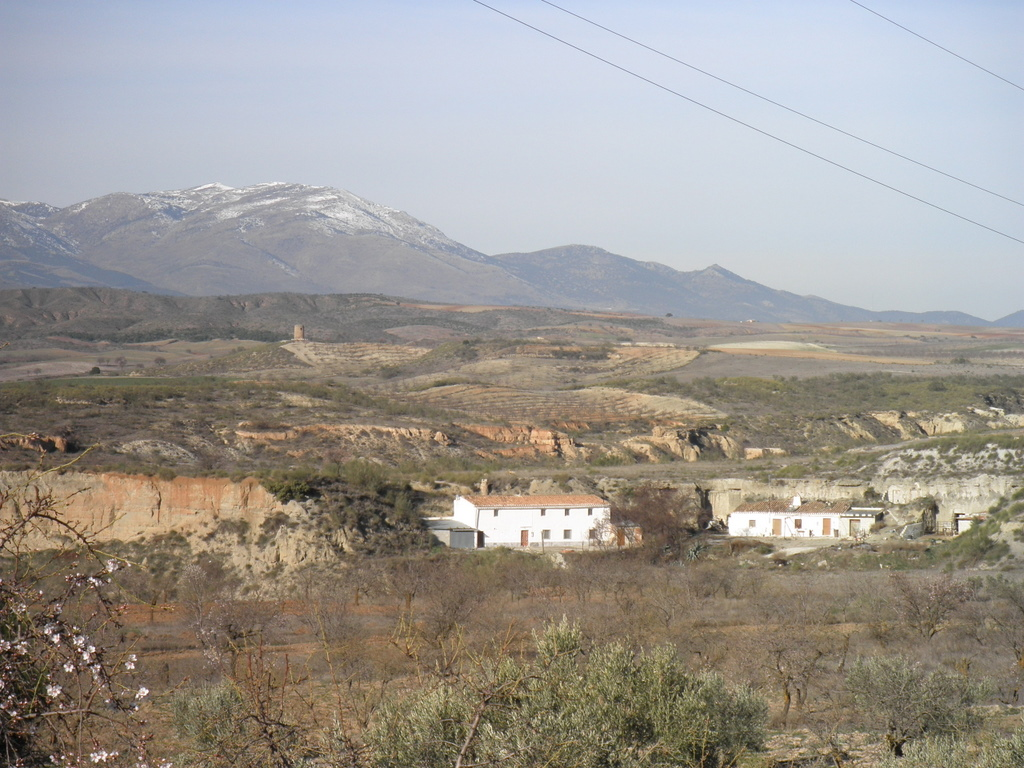
Sierra de Baza vue depuis la Via verde del Hierro sur Alcóntar, avec la tour de guet torre del Ramil
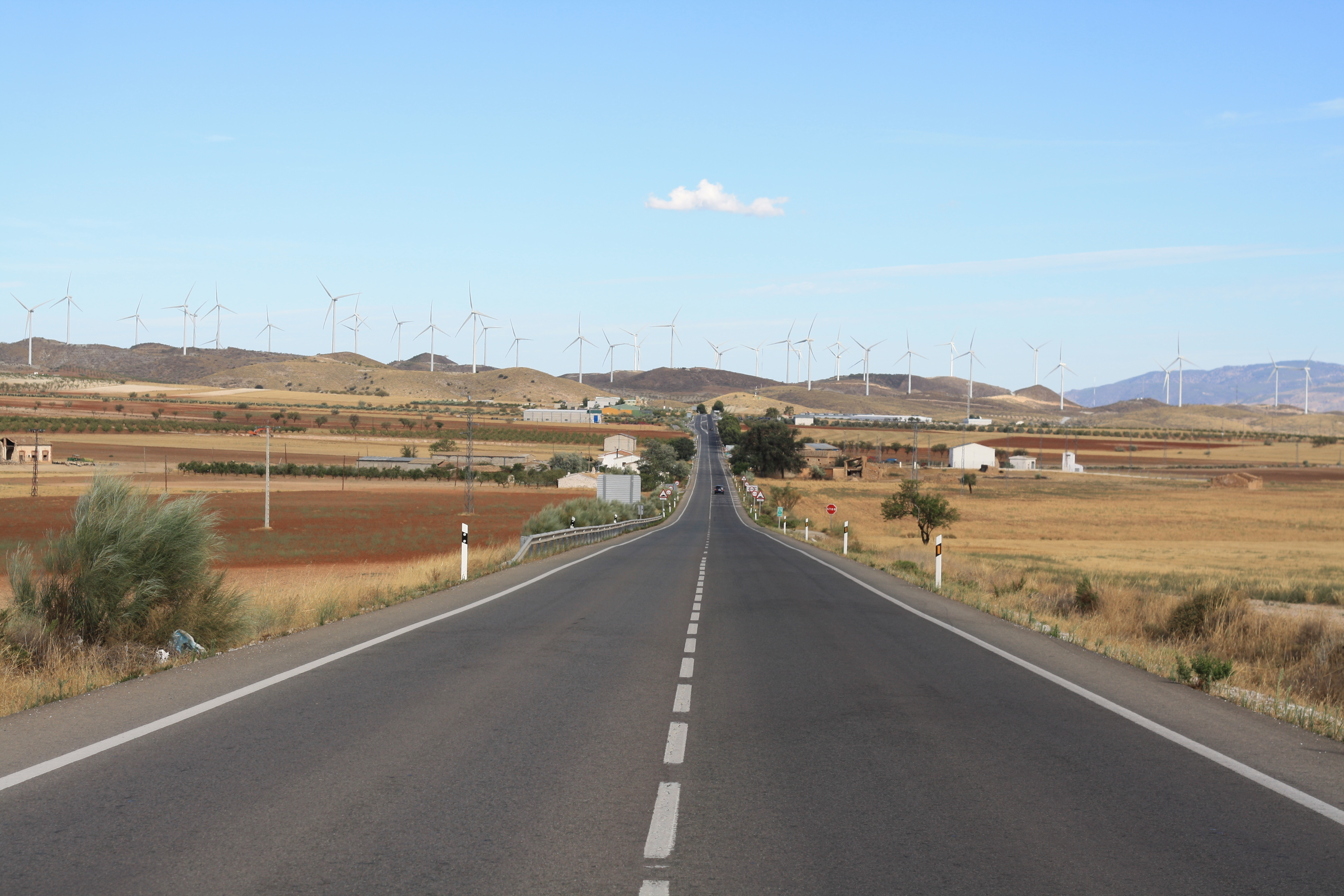
Parc éolien vers El Hijate, route A-334 ; sierra des Filabres au fond à droite

## Administration
| Période                                  | Période | Identité | Étiquette | Qualité |
| ---------------------------------------- | ------- | -------- | --------- | ------- |
| N/A                                      | N/A     | N/A      | N/A       | Maire   |
| Les données manquantes sont à compléter. |         |          |           |         |